# Кунук, Захариас
Захариас Кунук (англ. Zacharias Kunuk; род. 27 ноября 1957) — канадский режиссёр и продюсер, представитель коренного населения самой крупной канадской территории Нунавут, обладатель «Золотой камеры» Каннского кинофестиваля 2001 года за лучший дебютный полнометражный фильм. Офицер Ордена Канады, высшей канадской гражданской  награды.

## Биография
Захариас Кунук родился 27 ноября 1957 года в Капуивике на острове Баффинова Земля, в северной части Канады.
Его отец — охотник Эноки Кунук, будучи в возрасте 81 года, пропал в 2007 году в арктической тундре. Был найден живым и невредимым после 27 дней поиска.
Окончил школу в Иглулике. Самостоятельно выучился работе с камерой.

## Творчество
В 1995 году снял телевизионный фильм «Нунавут: Наша земля».
Наиболее известен по своему фильму «Быстрый бегун», получившему множество престижных наград.
В 2016 году Кунук совместно с сорежиссёром Натаром Унгалааком, сыгравшим главную роль в «Быстром бегуне», стали лауреатами премии ImagineNATIVE Film + Media Arts Festival в номинации Лучшее кино на языке коренных народов за фильм «Искатели».
В 2021 году вышел 20-минутный анимационный фильм Кунука «Ангакусаджауджук — ученик шамана» на языке инуктитут; одновременно вышла книжка с картинками по сценарию фильма. Фильм завоевал ряд призов на кинофестивалях и вошёл в шортлист премии «Оскар» за лучший анимационный короткометражный фильм.